# Trip (Jhené Aiko)
Trip è il secondo album in studio della cantante statunitense Jhené Aiko, pubblicato nel 2017.

## Tracce
1. LSD – 1:45
2. Jukai – 4:16
3. While We're Young – 3:56
4. Moments (feat. Big Sean) – 2:58
5. OLLA (Only Lovers Left Alive) (feat. Twenty88) – 5:48
6. When We Love – 4:22
7. Sativa (feat. Swae Lee) – 4:36
8. New Balance – 4:39
9. Newer Balance (Freestyle) – 1:05
10. You Are Here – 3:39
11. Never Call Me (feat. Kurupt) – 4:30
12. Nobody – 4:16
13. Overstimulated – 5:19
14. Bad Trip (Interlude) – 1:59
15. Oblivion (Creation) (feat. Dr. Chill) – 5:50
16. Psilocybin (Love in Full Effect) (feat. Dr. Chill) – 7:46
17. Mystic Journey (Freestyle) – 2:07
18. Picture Perfect (Freestyle) – 3:09
19. Sing to Me (feat. Namiko Love) – 2:27
20. Frequency – 3:50
21. Ascension (feat. Brandy) – 3:33
22. Trip (feat. Mali Music) – 3:36